# 머리 위에 숯불
"머리 위에 숯불"(Burning Coals In His Head)은 한국에서 제작된 조형찬 감독의 2006년 영화이다. 김동욱 등이 주연으로 출연하였다.

## 출연

### 주연
- 김동욱
- 김태윤
- 김홍준
- 정영기

## 기타
- 조명: 권영일
- 사운드: 채은혜